# Moraea macrocarpa
Moraea macrocarpa är en irisväxtart som beskrevs av Peter Goldblatt. Moraea macrocarpa ingår i släktet Moraea och familjen irisväxter. Inga underarter finns listade i Catalogue of Life.